# Graal (album)
Pour les articles homonymes, voir Graal (homonymie).
Albums de Catherine Lara
Aral
(2000) Passe-moi l'ciel
(2005)
Graal est un album studio écrit et composé par Catherine Lara, Jean-Jacques Thibaud et Thierry Eliez, sorti le 9 décembre 2004. Inspiré de la Légende arthurienne, il est présenté comme « une légende musicale ». Il est chanté par des artistes qui tiennent le rôle des personnages.

## Interprètes
- Patrice Carmona est Lancelot du Lac
- Jenny Mackay est Guenièvre
- Curt Close est Merlin
- Julie Victor est la Fée Viviane
- Thierry Eliez est Gauvain
- Pascal Lafa est Perceval
- Audrey Lavergne est Morgane
- Pablo Villafranca est le Roi Arthur

## Titres de l'album
| 1.  | Tous les secrets du monde | C.Lara/T.Eliez    | C. Lara/J-J Thibaud | 3:52 |
| 2.  | Va plus loin              | C.Lara /T. Eliez  | C. Lara/J-J Thibaud | 4:00 |
| 3.  | L'alliance                | C.Lara /T. Eliez  | C. Lara/J-J Thibaud | 3:43 |
| 4.  | Méfie-toi des anges       | C.Lara/ M.Sanchez | C. Lara/J-J Thibaud | 3:56 |
| 5.  | La nuit des temps         | C.Lara /T. Eliez  | C. Lara/J-J Thibaud | 3:59 |
| 6.  | La promesse               | C.Lara            | C. Lara/J-J Thibaud | 3:47 |
| 7.  | Fils de Roi               | C.Lara /T. Eliez  | C. Lara/J-J Thibaud | 3:39 |
| 8.  | L’amour interdit          | C.Lara /T. Eliez  | C. Lara/J-J Thibaud | 4:07 |
| 9.  | La vraie vie              | C.Lara /T. Eliez  | C. Lara/J-J Thibaud | 4:03 |
| 10. | Mes défis                 | C.Lara            | C. Lara/J-J Thibaud | 3:33 |
| 11. | Au-delà du silence        | C.Lara            | C. Lara/J-J Thibaud | 3:46 |
| 12. | Le dernier aveu           | C.Lara            | C. Lara/J-J Thibaud | 3:04 |

## Classement
| Classement (2005) | Meilleure position |
| ----------------- | ------------------ |
| Italie (FIMI)     | 6                  |
| France (SNEP)     | 8                  |